# Фама
Фама (греч. Φήμη «молва», «сказание», лат. Fama), Осса (др.-греч. Ὄσσα «молва», «вещий голос») — греческо-римская богиня молвы или сказания, которой в Афинах был посвящён алтарь и которая упоминается уже у Гомера и Гесиода. Упомянута в «Илиаде» (II 94) и «Одиссее» (I 279; XXIV 413).
По Гомеру, Осса — вестница Зевса, по Софоклу — дочь богини Надежды (Элпиды), по Вергилию — дочь Геи. Молву упоминает Нонн. Фама («Слава») иногда персонифицируется.
В XII книге «Метаморфоз» Овидий описывает обитель Молвы, которая живёт в середине земли, между землею, морем и небом, на рубеже трёх царств природы, откуда видно все, куда долетает каждый звук, и где на вершине горы, во дворце со множеством входов и отверстий, богиня устроила себе жилище. Построенное из звонкой меди, оно гудит, отражая все звуки, хотя не слышно в нём криков, а ведётся всюду тихий разговор, похожий на ропот морских волн. В прихожей толпится множество жадного до новостей народа; там носятся тысячи слухов, наполовину правдивых, наполовину ложных; из уст в уста передаются в искажённом виде чужие слова, и из праздной болтовни растёт сплетня. Там можно встретить Легковерие, легкомысленное Заблуждение, Разочарование, с искаженным лицом Страх, быстро вспыхивающий Гнев, возникающее из сомнительного источника Шушукание. Обо всём знает Молва, что делается на небе, на море и на земле, обо всём старается она выведать.
Одноимённая с богиней гора Осса в Фессалии заключает в самом своём названии понятие сторожевого пункта, с которого можно все вокруг видеть и слышать.
В честь Фамы назван астероид (408) Фама, открытый в 1895 году.